# Szukalice
Szukalice – wieś w Polsce położona w województwie dolnośląskim, w powiecie wrocławskim, w gminie Żórawina.
W latach 1975–1998 miejscowość administracyjnie należała do województwa wrocławskiego. We wsi znajduje się stadnina kłusaków francuskich wraz z torem treningowym.